# Henrique de Treviso

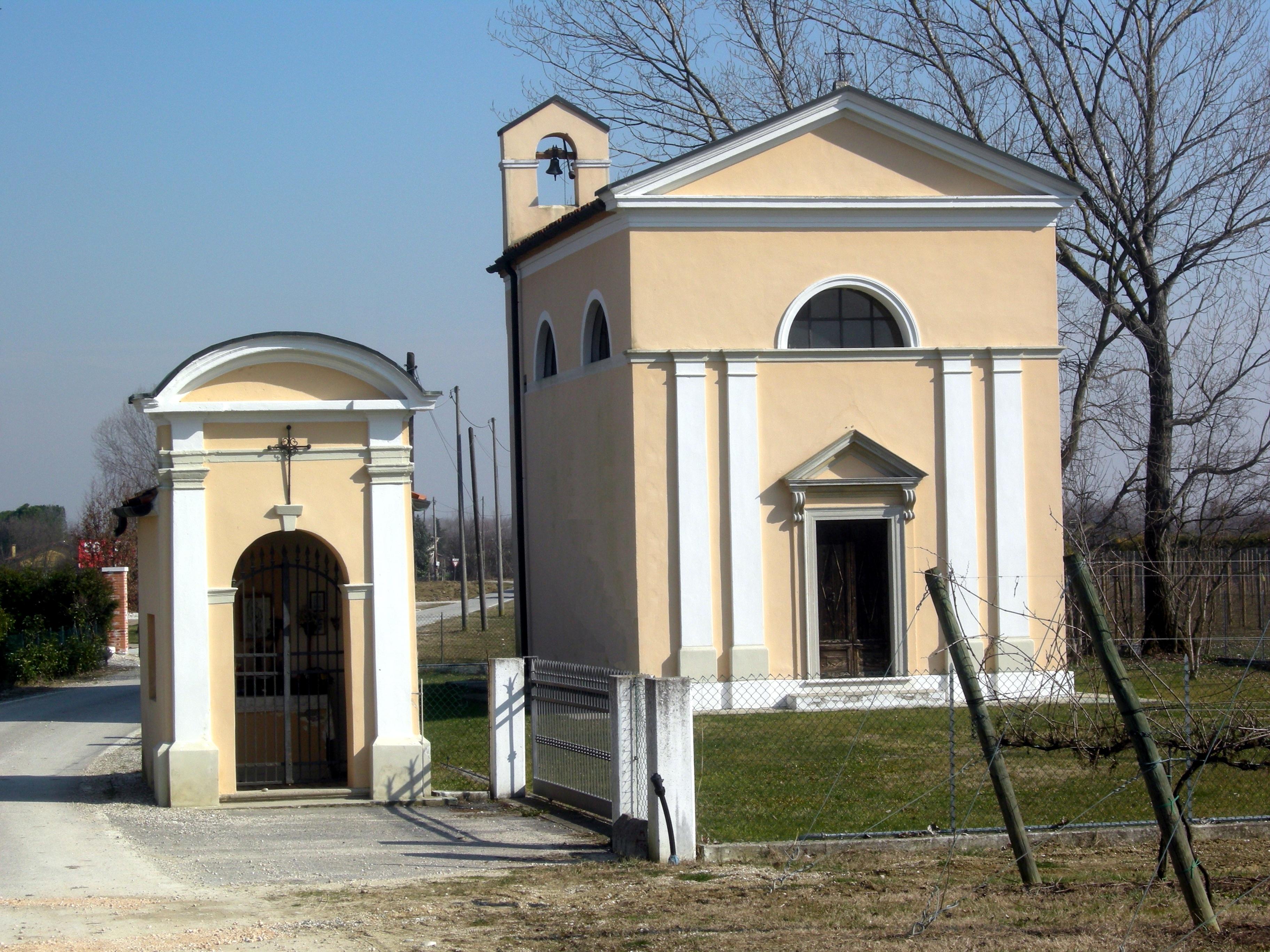
O Oratório do Beato Enrico

Henrique de Treviso (em alemão:  Heinrich von Bozen; em italiano:  Arrigo [Enrico] da Bolzano) (falecido em 1315), também conhecido como Henrique de Bolzano ou Beato Rigo, era um peregrino leigo e santo, um alemão de Bolzano (Bozen), que se estabeleceu em Treviso após a morte de sua esposa e filho. Lá ele vivia em extrema pobreza, subsistindo de esmolas, cujo excedente distribuía entre os pobres.

Sua morte foi acompanhada por "uma manifestação popular de emoção" e ele foi declarado o santo padroeiro de Treviso já em 1316, apenas um ano após sua morte. Em 1317, a comuna tentou e não conseguiu obter a sanção eclesiástica oficial para seu culto. Foi beatificado em 1750 pelo Papa Bento XIV. Um sacerdote trevisano, o conde Rambaldo degli Azzoni Avogari, publicou uma hagiografia dele em 1760.